# Casalromano
Casalromano là một đô thị tại tỉnh Mantova trong vùng Lombardia của Italia, có vị trí cách khoảng 100 km về phía đông nam của Milano và khoảng 35 km về phía tây của Mantova. Tại thời điểm ngày 31 tháng 12 năm 2004, đô thị này có dân số 1.568 người và diện tích là 11,9 km².
Đô thị Casalromano có các frazione (đơn vị cấp dưới) Fontanella Grazioli.
Casalromano giáp các đô thị: Asola, Canneto sull'Oglio, Fiesse, Isola Dovarese, Volongo.